# Gyula Andrássy
Gyula, comte Andrássy de Csík-Szent-Király i de Kraszna-Horka, en hongarès Csíkszentkirályi és Krasznahorkai Gróf Andrássy Gyula (Kassa, actualment Košice, Eslovàquia, 3 de març de 1823 – Volosca, actualment Opatija, Croàcia, 18 de febrer de 1890), va ser un polític hongarès, considerat un dels pares de la pàtria.

## Biografia
Nascut en el si d'una família noble de tendència liberal, de molt jove ja mostrà les seves aptituds de dirigent quan presidí la Societat de Regants del Tisza Superior. El 1846 palesà les seves idees independentistes a la publicació Pesti Hírlap (Diari de Pest) que dirigia Lajos Kossuth, i l'any següent fou elegit diputat a la dieta de Bratislava, en la qual es mostrà com un dels membres més radicals.
Quan esclataren les revoltes socials i nacionalistes del maig de 1848, Andrássy armà i comandà un escamot de nobles del seu territori natal, amb el qual lluità en les batalles de Pákodz i Schwechat contra les forces imperials austríaques. També es distingí en la lluita contra les pretensions annexionistes croates. El govern provisional de Kossuth el trameté a Constantinoble per tal de negociar el suport de l'Imperi Otomà a les pretensions independentistes hongareses, cosa que no aconseguí.
Després de la victòria austríaca a Temesvár (l'actual Timişoara, Banat, Romania) del 9 d'agost de 1849 i de la russa a Világos (l'actual Şiria, Romania) el 13 del mateix mes, la independència hongaresa restà anorreada. Andrássy s'exilià a París, on es casà amb la comtessa Katharina Kendeffy i ingressà a la llotja francmaçònica Le Mont Sinai. Més tard passà a Londres.
De mica en mica anà dubtant de la viabilitat d'una Hongria independent i s'inclinà per una àmplia autonomia dintre de l'imperi. El 1860, mercès a les gestions de la seva mare davant la cort de Viena, pogué tornar al seu país. Fou elegit diputat al parlament hongarès pel partit de Ferenc Deák i el 1865 el nomenaren vicepresident de la cambra. L'any següent fou nomenat president de la comissió encarregada de l'articulació d'Hongria dins de l'Imperi Austrohongarès que s'estava gestant.
Un cop establerta la monarquia dual, el 17 de febrer de 1867 Andrassy esdevingué el primer president del govern constitucional hongarès. Va emprendre una profunda magiarització de tot el territori, sovint amb perjudici de les minories croata, eslovena i romanesa. Comptà amb el favor personal dels emperadors Francesc Josep i Elisabet, fins al punt que hom li atribuí, sense cap fonament, la paternitat de l'arxiduquessa Maria Valèria. Formà part del seguici dels emperadors en els seus viatges a París per a l'exposició universal de 1867 i a la inauguració del canal de Suez (1869).
El 14 de novembre de 1871 hom el reclamà a Viena com a ministre d'afers estrangers de l'imperi i alhora ministre per a la Casa Imperial i Reial. S'esforçà a restablir les malmeses relacions amb l'imperi Alemany i a contenir les apetències russes sobre els Balcans. El 1872 participà en la trobada del tres emperadors a Berlín i l'any següent acompanyà Francesc Josep I en un viatge oficial a Sant Petersburg. També estigué present en l'entrevista del 1876 a Venècia de l'emperador amb el rei d'Itàlia Víctor Manuel II.
Quan el 1875 esclatà la revolta de Bòsnia i Hercegovina i l'any següent la de Sèrbia i Montenegro contra l'Imperi Otomà, pressionà tenaçment el soldà per tal que fossin respectats els drets de les minories cristianes d'aquests països. Mantingué l'imperi austrohongarès estrictament neutral durant la guerra turco-russa, però descontent dels termes del Tractat de San Stefano que hi posà fi, n'aconseguí la revisió al Congrés de Berlín del 13 de juny de 1878, el qual atorgava Bòsnia i Hercegovina a la monarquia austrohongaresa amb administració compartida pels dos països, Àustria i Hongria. Això li valgué ser condecorat amb l'Orde del Toisó d'Or.
L'any següent dimití dels seus càrrecs i, per bé que conservà tota la vida l'escó al parlament de Budapest, es retirà pràcticament de la política.